# D'Orbigny (localidad)
D'Orbigny es una localidad perteneciente al partido de Coronel Suárez, en la provincia de Buenos Aires, Argentina.

## Ubicación
Se encuentra a 40 km de Coronel Suárez, 8 km camino de tierra mejorado y 32 km pavimentados por ruta provincial 85.

## Población
Cuenta con 20 habitantes (Indec, 2010), lo que representa un marcado descenso del 59 % frente a los 49 habitantes (Indec, 2001) del censo anterior.
| Gráfica de evolución demográfica de D'Orbigny entre 1991 y 2010 |
|                                                                 |
| Fuente: Censos nacionales del INDEC                             |